# 帕克兰县
帕克兰县，加拿大艾伯塔省中部的一个行政区，总面积2,387.68平方公里，总人口30,568（2011年）。

## 境内居民点
市
- 斯普鲁斯格罗夫

镇
- 斯托尼普莱恩

村
- 斯普林莱克
- 沃伯门

夏令村
- 贝图拉比奇
- 卡帕西温
- 莱克维尤
- 波因特阿利森
- 锡巴比奇

村镇
- 卡韦尔
- 达菲尔德
- 因特威斯尔
- 法利斯
- 盖恩福德
- 基普希尔斯
- 托马霍克